# Rio Carandaí
O rio Carandaí é um curso de água que banha o estado de Minas Gerais, Brasil. É afluente do rio das Mortes. 
Apresenta 80 km de extensão e drena uma área de 645 km². Sua nascente localiza-se no município de Ressaquinha, a uma altitude de aproximadamente 1200 metros na serra da Mantiqueira.
Em seu percurso, atravessa a cidade de Carandaí e banha também terras dos municípios de Casa Grande, Lagoa Dourada, Prados, Coronel Xavier Chaves, Tiradentes e São João del-Rei. Sua foz no rio das Mortes situa-se no município de São João del-Rei.